# Aleksandra Malcewska
Aleksandra Malcewska (ur. 5 lipca 2002 w Wołgogradzie) – rosyjska i polska szachistka, arcymistrzyni od roku 2018. Posiadaczka męskiego tytułu mistrza międzynarodowego od 2021 roku. Reprezentantka Polski od 12 maja 2022 roku.

## Kariera szachowa
Udział w zawodach szachowych zaczęła od startu w mistrzostwach Europy juniorek U-14 w roku 2016, które wygrała, zdobywając 7,5 pkt. W 2018 roku zwyciężyła w mistrzostwach świata juniorek U-20. W 2022 odniosła w tych mistrzostwach zwycięstwo w szachach szybkich, a w szachach błyskawicznych zajęła 2. miejsce. Wzięła udział w indywidualnych mistrzostwach Europy w Pradze, gdzie zajęła 5. miejsce, a w 2023 roku uplasowała się na 3. miejscu w Petrovacu na Moru. W indywidualnych mistrzostwach Polski w Warszawie w roku 2023 zajęła 8. miejsce. Reprezentowała Polskę w drużynowych mistrzostwach świata we wrześniu 2023.
Najwyższy ranking w dotychczasowej karierze osiągnęła 1 października 2021 roku, z wynikiem 2411 punktów.
10 stycznia 2025 r. została mistrzynią Europy w szachach błyskawicznych.